# ドルヴァリーノ・アウヴェス・マシエウ
リノ（Lino）ことドルヴァリーノ・アウヴェス・マシエウ（ポルトガル語: Dorvalino Alves Maciel、1977年6月1日 - ）は、ブラジルの元サッカー選手。ポジションはDF。

## クラブ歴
ADサンカエターノで選手となり、GEマウアエンシ、イラチSCを経てサンパウロFCに加入した。その後フィゲイレンセFC、ECバイーア、フルミネンセFCに期限付き移籍を経験した。2006年にマリーリアAC、ECジュベントゥージに在籍した。
同年夏にポルトガル・プリメイラ・リーガのアカデミカ・コインブラに完全移籍、レギュラーとして活躍しチームを降格から救った。翌年にFCポルトに移籍したものの出場機会は散発的であった。しかしUEFAチャンピオンズリーグ 2008-09ではフェネルバフチェSKから得点を記録した。
2009年1月にギリシャ・スーパーリーグのPAOKテッサロニキに完全移籍。2013-14シーズンはステファノス・アタナシアディスやミロスラフ・ストッフを差し置いてチームの最優秀選手に輝いた。